# Поводир (фільм, 2001)
«Поводир» (рос. «Поводырь») — білоруський художній фільм 2001 року режисера Олександра Єфремова.

## Сюжет
Артем, невдачливий і безжурний студент, незаслужено ув'язнений на 15 діб. Ситуація ускладнюється тим, що у нього є друг, ротвейлер на прізвисько Хлопчик. Тимчасової господинею Хлопчика стає чарівна незнайомка Саша. Повернувшись через два тижні за собакою, Артем раптом помічає, що Саша сліпа. Він вирішує залишити дівчині поводиря і, непомітно для неї, оселитися в її квартирі...

## У ролях
- Петро Юрченков
- Валерія Арланова
- Анжела Корабльова
- Віктор Манаєв
- Джемал Тетруашвілі
- Анатолій Кот
- Олександр Кашперов
- Віра Полякова
- Геннадій Давидько
- Олег Акулич

## Творча група
- Сценарій: Олександр Качан
- Режисер: Олександр Єфремов
- Оператор: Олександр Рудь
- Композитор: Валерій Іванов